# Sant Lleïr (Sant Antoni de Vilamajor)
Sant Lleïr és una ermita de Sant Antoni de Vilamajor (Vallès Oriental) inclosa a l'Inventari del Patrimoni Arquitectònic de Catalunya.

## Descripció
La planta és quadrangular, la càrrega dels murs està suportada per set contraforts exteriors. A la façana hi ha una porta allindada, i sobre ella un escut episcopal del 1588. La teulada, molt gruixuda, és a dos vessants. Sota del carener, encara a la façana, hi ha un ull de bou. Davant l'ermita es poden veure unes lloses funeràries, amb inscripcions i datades. Té adossada la vella casa de l'ermità, avui en dia habilitada com a casa de segona residència. A la partió d'ambdues construccions s'aixeca una espadanya, gairebé quadrada.

## Història
El 1303 Bernat de Montrodon va fer erigir una primera capella en la qual establí un benefici. Aquesta família tingué l'ermita fins a la mort de la darrera comtessa de Llívia, a principis de segle xx, després d'aquest fet la parròquia rescatà els drets i la restaurà.
L'actual edifici és del segle xvi, possiblement del 1508 segons indiquen les visites pastorals.